# Divizijun pomorskih i kopnenih diverzanata
Divizijun pomorskih i kopnenih diverzanata, poznat i po nazivu "Murine", bila je elitna postrojba Hrvatske ratne mornarice za provođenje specijalnih zadataka koja je sudjelovala u Domovinskom ratu. Djelovala je od 1991. do 2007. godine kada je raspuštena i kao 352. satnija pomorskih diverzanata HRM inkorporirana u Bojnu za specijalna djelovanja.
Tijekom svojeg postojanja i aktivnosti, za vrijeme Domovinskog rata postrojba je izvršavala zadaće na potezu od Kvarnerskog zaljeva, splitskog akvatorija do Dubrovnika i Cavtata, u Dalmatinskoj zagori te u operacijama Maslenica i Oluja. Uz provođenje operativnih zadaća, u postrojbi se kontinuirano provodila i obuka dragovoljaca. Kroz postrojbu je prošlo 135 pripadnika, u ratnim djelovanjima poginulo ih je sedam, a jedan je bio ranjen.

## Naziv
Postrojba je poznata i kao Divizijun pomorskih i kopnenih diverzanata, 352. bojna diverzantsko-roniteljska HRM te pod nadimkom "Murine". Na oznakama su im stajali natpisi "DPD" (Divizijun pomorskih diverzanata) i kasnije, nakon promjene grba postrojbe "Delta", prema istoimenome grčkom slovu, a zapravo se radi o trokutastom obliku službene oznake postojbe ispod koje je stajao natpis "delta". 

## Povijest

### Osnutak
Divizijun pomorskih i kopnenih diverzanata je bila taktička i specijalna postrojba pomorskih diverzanata Hrvatske ratne mornarice. Ustrojena je u listopadu 1991. godine od dragovoljaca iz sastava Odjela za podvodna djelovanja zapovjedništva HRM-a, bivših pomorskih diverzanata, pripadnika Specijalne policije i ronilaca koji su do tada napustili JRM. Divizijun se smatrao elitnom mornaričkom postrojbom koja je sudjelovala u mnogim akcijama na Južnom bojištu, a posebno su se istakli i djelovanjima u Operaciji Maslenica. Preustrojem HRM-a 2007. godine postrojba je ugašena, ali brojni njeni pripadnici nastavili su djelovanje u okviru Oružanih snaga Republike Hrvatske i Hrvatske ratne mornarice. Za vrijeme Domovinskog rata poginula su sedmorica pripadnika postrojbe.
Kao Dan postrojbe odabran je 16. listopad, u spomen na dan kada je načelnik Glavnog stožera Oružanih snaga, Anton Tus izdao zapovijed o formiranju diverzantskih grupa i odreda za djelovanje na operativno-taktičkoj dubini neprijatelja na obalnom rubu i otocima, nakon čega je osnovan Divizijun pomorskih i kopnenih diverzanata HRM-a.

### Domovinski rat
Divizijun pomorskih i kopnenih diverzanata je bila specijalna postrojba pomorskih diverzanata Hrvatske ratne mornarice. Divizijun je ustrojen u studenom 1991. godine, zbog rastućih potreba za diverzantskim djelovanjem u operativno-taktičkoj dubini neprijatelja, od dragovoljaca iz sastava Odjela za podvodna djelovanja zapovjedništva HRM-a, bivših pomorskih diverzanata i ronilaca koji su do tada napustili JRM. Prvi zapovjednik postrojbe bio je kapetan fregate Slobodan Preradović,a zapovjednik Divizijuna od kolovoza 1992. do 1996. godine je bio Petar Mihovilović. 
Uvjeti su tada bili gotovo nemogući. Na inicijativu tadašnjeg zapovjednika mornarice Svete Letice Barbe počeo sam s područja Splita, Trogira, Omiša i okolnih krajeva prikupljati ljude koji su imali kakvog-takvog dodira s ronjenjem. Opreme tada gotovo da nije bilo, pištolj i pušku se još i moglo nabaviti, ali o pravoj diverzantskoj opremi smo mogli samo sanjati. U prvim danima dosta toga se svodilo na improvizaciju, ali s vremenom smo izrasli u jednu od bitnijih postrojbi koja je odigrala značajnu ulogu u mnogim akcijama na južnom bojištu. (Slobodan Preradović, prvi zapovjednik DPD)
Divizijun pomorskih i kopnenih diverzanata HRM-a smatrao se elitnom mornaričkom postrojbom koja je sudjelovala u mnogim akcijama na Južnom bojištu, a posebno su se istakli i djelovanjima u Operaciji Maslenica. Divizijun pomorskih i kopnenih diverzanata HRM-a dao je izniman doprinos u Domovinskom ratu borbenim djelovanjima u ključnim aktivnostima na bojištima u hrvatskom akvatoriju i priobalju, Dalmatinskoj zagori, tako i tijekom drugih osobodilačkih akcija i operacija. 

#### Operacija Maslenica
Nakon što je postrojba tijekom 1992. godine bila uključena u akciju Tigar i provodila zadaće na Južnom bojištu, od 21. siječnja 1993. angažirani smo u VRO Maslenica. Tad je Divizion pomorskih i kopnenih diverzanata HRM-a sudjelovao s 28 ljudi, od kojih 23 diverzanta s potrebnom opremom i naoružanjem, a zadaće koje su provodili bile su brojne: od ophodnji Novigradskim morem i sprečavanja mogućih upada neprijateljskih diverzanata; protuminskog pretraživanja i razminiranja Novigradskog ždrila i Novigradskog mora; borbenog izviđanja; oslobađanja sela Maslenice iz pravca mora i ulaska u njega; protudiverzantskog osiguranja do diverzantskog djelovanja na položajima neprijatelja s ciljem stvaranja nesigurnosti.
Nakon što je pobjedom Hrvatske vojske u VRO Maslenica Masleničko ždrilo vraćeno pod slobodni hrvatski teritorij, trebalo je početi gradnju pontonskog mosta. Bio je to ozbiljan izazov jer neprijatelj je sa svojih položaja granatirao tjesnac Novigradskog ždrila, (po)gađao trajekte, samo gradilište, opremu i ljude na njemu te otežavao gradnju. Pripadnici Divizijuna i tad su bili ondje, osiguravajući gradnju i odvijanje trajektnog prijevoza, provodeći protudiverzantsko osiguranje i ophodnje te sprečavajući djelovanje neprijateljskih diverzantskih i terorističkih grupa s mora. Početkom izgradnje pontonskog mosta, pripadnici ove postrojbe sudjelovali su u pripremnim radovima. Noću su na gradilište uvodili ljude i opremu Brodospasa – poduzeća iz Splita koje je postavljalo pontonski most, a provodili su i protudiverzantsko osiguranje izgradnje te osiguranja mosta. Pritom je, prema svjedočenju pripadnika postrojbe medijima u kasnijim intervjuima, granatiranje bilo često, gađani su remorkeri i dizalica kako bi omeli tu izgradnju.
Postrojba je bila namijenjena za djelovanje u operativno-taktičkoj dubini protivnika na obalnom rubu i otocima bila je raspoređena na južnom bojištu te u području Maslenice i pontonskog mosta sve do operacije Oluja. Osim borbenih aktivnosti na terenu postrojba je provodila tečajeve za pomorske diverzante i obuku pripadnika drugih postrojbi Hrvatske vojske u ronjenju.

## Djelovanje
Divizijun je bio taktička postrojba od 80 pripadnika. Kroz postrojbu je od ustrojavanja do gašenja prošlo 135 pripadnika, a više od 500 pripadnika drugih postrojbi HV-a prošlo je ronilačku obuku kroz diverzantski divizijun. U ratnim je djelovanjima poginulo sedam, a ranjen je jedan pripadnik postrojbe.
U mirnodopskom razdoblju, a osobito tijekom intenziviranja priprema za pristupanje Republike Hrvatske Sjevernoatlantskom paktu, pripadnici ove postrojbe intenzivno su surađivali sa savezničkim specijalnim vojnim formacijama, provodeći vojne vježbe, treninge, edukacije i razmjene iskustava. Preustrojem OSRH i HRM-a, postrojba diverzanata je ugašena 2007. godine te je dio postrojbe uključen u Bojnu za specijalna djelovanja.

## Priznanja
Povodom obilježavanja 23. obljetnice osnutka Divizijuna pomorskih i kopnenih diverzanata Hrvatske ratne mornarice, ronioci i pripadnici HRM 2013. su godine, zajedno s roniocima sportskih ronilackih klubova iz Splita postavili na morsko dno u kaštelanskom zaljevu spomen-ploču i vijenac na podvodni spomenik u pomen poginulim i umrlim pripadnicima postrojbe koju je postavila udruga dragovoljaca pomorskih diverzanata. Podvodni spomenik nalazi se na morskom dnu neposredno pored otočića - hridi Školjić.
Predsjednik Republike Hrvatske i vrhovni zapovjednik OS RH Stipe Mesić pohvalio je postrojbu povodom Dana OS RH 2006. godine, a predsjednik RH i vrhovni zapovjednik OS RH Ivo Josipović je u povodu 20. obljetnice HRM i Diviziona pomorskih i kopnenih diverzanata 2011. godine odlikovao postrojbu odličjem Reda Nikole Šubića Zrinskog za iskazanu hrabrost u ratu.
Dana 13. ožujka 2025. godine, u vojarni “Admiral flote Sveto Letica – Barba” u Splitu održana je svečanost primopredaje ratne zastave Diviziona pomorskih i kopnenih diverzanata Hrvatske ratne mornarice, koja je pridodana zbirci zastava ratnih postrojbi Oružanih snaga Republike Hrvatske.